# دوك هامان
دوك هامان (بالإنجليزية: Doc Hamann) هو لاعب كرة قاعدة أمريكي، ولد في 21 ديسمبر 1900 في نيو أولم في الولايات المتحدة، وتوفي في 11 يناير 1973 في بايسايد في الولايات المتحدة.

## وصلات خارجية
- دوك هامان على موقعبيزبول رفرنس.كوم (الدوري الرئيسي) (الإنجليزية)
- دوك هامان على موقع جمعية أبحاث البيسبول الأمريكية (الإنجليزية)